# Louis Mottiat
Louis Mottiat (Bouffioulx, 6 de julho de 1889 - Gilly, 5 de junho de 1972) foi um ciclista profissional da Bélgica.

## Participações no Tour de France
- 1912 : abandona na 11ª etapa, vencedor de uma etapa
- 1913 : abandona na 7ª etapa
- 1914 : abandona na 9ª etapa
- 1919 : abandona na 7ª etapa
- 1920 : abandona na 9ª etapa, vencedor de uma etapa e lider por um dia
- 1921 : 11º na classificação geral, vencedor de quatro etapas
- 1923 : 28º na classificação geral
- 1924 : 18º na classificação geral, vencedor de uma etapa
- 1925 : 31º na classificação geral, vencedor de uma etapa